# Communauté d'agglomération de Marne-la-Vallée - Val Maubuée
La communauté d'agglomération de Marne-la-Vallée - Val Maubuée (prononcé [val mo.bɥe]) est une ancienne structure intercommunale française, située dans le département de Seine-et-Marne en région Île-de-France. 
Elle regroupait les six communes du Val Maubuée, le secteur II de la ville nouvelle de Marne-la-Vallée.

## Historique
Créée le 1er janvier 2013, la communauté d'agglomération de Marne-la-Vallée - Val Maubuée se substitue au syndicat d'agglomération nouvelle de même nom créé le 13 juillet 1983 succédant lui-même au syndicat communautaire d'aménagement de l'agglomération nouvelle de Marne-la-Vallée - Val Maubuée créé le 14 décembre 1972.
Elle disparait le 1er janvier 2016 et participe à la création de la nouvelle communauté d'agglomération Paris - Vallée de la Marne.

## Composition, géographie
Située en bordure de la petite Couronne, la Communauté d'agglomération de Marne-la-Vallée - Val Maubuée est longée au nord par la Marne et est desservie par l'autoroute A4, la Francilienne, la ligne A du RER (stations de Lognes, Noisiel, Noisy-Champs et Torcy), la ligne E du RER (station d'Émerainville) ainsi que l'aérodrome de Lognes-Émerainville.
Elle regroupait six communes adhérentes au 1er janvier 2015 :
| Nom               | Code Insee | Gentilé                | Superficie (km2) | Population (dernière pop. légale) | Densité (hab./km2) |
| ----------------- | ---------- | ---------------------- | ---------------- | --------------------------------- | ------------------ |
| Torcy (siège)     | 77468      | Torcéens               | 6,00             | 23 558 (2015)                     | 3 926              |
| Champs-sur-Marne  | 77083      | Campésiens, Champesois | 7,35             | 25 052 (2015)                     | 3 408              |
| Croissy-Beaubourg | 77146      | Croisséens             | 11,63            | 1 996 (2015)                      | 172                |
| Émerainville      | 77169      | Émerainvillois         | 5,46             | 7 681 (2015)                      | 1 407              |
| Lognes            | 77258      | Lognots                | 3,37             | 14 021 (2015)                     | 4 161              |
| Noisiel           | 77337      | Noisieliens            | 4,35             | 15 627 (2015)                     | 3 592              |

## Administration

### Liste des présidents
| Période      | Période       | Identité        | Étiquette | Qualité |
| ------------ | ------------- | --------------- | --------- | ------- |
| 1973         | 1977          | Philippe Molle  |           |         |
| 1977         | 1983          | Daniel Vachez   |           |         |
| 1983         | 1989          | Lucien Mayadoux |           |         |
| 1989         | 1997          | Daniel Vachez   |           |         |
| 1997         | 2011          | Michel Ricart   |           |         |
| janvier 2012 | décembre 2015 | Paul Miguel     |           | Cadre   |

### Mandat 2014-2020
La Communauté d’agglomération est dirigée par un conseil communautaire composé de 42 conseillers. Les 42 sièges à pourvoir sont répartis entre les communes membres de l’agglomération à la représentation proportionnelle à la plus forte moyenne sur la base de leur population municipale. Les conseillers communautaires sont élus au suffrage universel direct en même temps que les conseillers municipaux, pour un mandat de 6 ans. Le conseil communautaire élit son président et ses vice-présidents.
Le conseil communautaire pour le mandat 2014-2020 est composé de : 
- 12 représentants de Champs-sur-Marne
- 11 représentants de Torcy
- 8 représentants de Noisiel
- 7 représentants de Lognes
- 3 représentants d'Emerainville
- 1 représentant de Croissy-Beaubourg

Les décisions de la CA sont examinées en commissions de travail avant d'être votées par le conseil communautaire.
Les commissions du mandat 2014-2020 sont : 
- La commission Urbanisme, politique de la ville, transport et habitat
- La commission Développement économique, emploi et enseignement supérieur
- La commission Culture, sport, santé et solidarités
- La commission Finances et moyens généraux
- La commission Travaux, réseaux, environnement et développement durable

## Compétences
La CA intervient dans les domaines de l'urbanisme, du développement économique, des transports, de l'habitat, de la voirie et des réseaux d'assainissement, d'éclairage public et de chauffage urbain.
Il subventionne notamment la scène nationale de La Ferme du Buisson à Noisiel et de nombreuses associations à vocation intercommunale.
Il programme, finance, réalise et gère de nombreux équipements et espaces intercommunaux comme les deux piscines, le réseau des médiathèques, ArteMuse, le réseau d’enseignement artistique spécialisé du Val Maubuée, un auditorium, une maison intercommunale de la Justice et du Droit, des parkings, des espaces verts, des aires d'accueil pour les gens du voyage, un bureau d'accueil et de services aux entreprises.
Enfin la communauté d'agglomération soutient et développe des actions d'insertion professionnelle.

## Démographie
| 1968   | 1975   | 1982   | 1990   | 1999   | 2009   |
| ------ | ------ | ------ | ------ | ------ | ------ |
| 10 270 | 15 414 | 47 179 | 78 952 | 85 169 | 86 293 |

## Culture, sport & loisirs
La CA du Val Maubuée s'investit dans les domaines de la culture, du sport et des loisirs. Elle gère les équipements intercommunaux : réseau de 6 médiathèques, les piscines d'Émery à Émerainville et de l'Arche Guédon à Torcy et, réunis au sein du réseau ArteMuse, le conservatoire Lionel Hurtebize à Champs-sur-Marne, le conservatoire à rayonnement départemental du Val Maubuée à Noisiel et le conservatoire à rayonnement intercommunal Michel Slobo à Torcy.

### Oxy'Trail
Depuis 2013, l'Oxy'Trail est un événement sportif de l’agglomération du Val Maubuée. La première édition (octobre 2013) a rassemblé 670 participants et 220 bénévoles et la deuxième édition (dimanche 29 juin 2014) près de 1 700 participants et 350 bénévoles. C'est organisé par la Communauté d'Agglomération de Marne-la-Vallée - Val Maubuée, avec les clubs d'athlétisme du territoire (Marne-la-Vallée Athlétisme, AC Champs-sur-Marne, US Torcy Athlétisme).
L'Oxy'Trail, ce sont trois courses à pied (5 km, 13 km et 23 km) qui se déroulent en milieu naturel et urbain, sur des chemins balisés et sécurisés. Le trail est une discipline sportive agréée à la Fédération française d'athlétisme (FFA).

### Les piscines du Val Maubuée
Le Val Maubuée comprend deux piscines : la piscine de l'Arche Guédon à Torcy et la piscine d'Émery à Émerainville. Chacune des piscines est équipée de vestiaires publics et de vestiaires pour les groupes servant à accueillir notamment les écoles et les centres de loisirs qui profitent de ces ressources dans le cadre des programmes scolaires en EPS, par exemple pour les établissements scolaires de l'école primaire au collège.
La piscine de l'Arche Guédon contient deux bassins : le premier de 25 mètres de longueur et d'environ 12 mètres de largeur. Sa profondeur minimum est de 1,80 mètre et sa profondeur maximum est de 3,70 mètres. L'autre bassin est une pataugeoire à destination des plus jeunes nageurs. Elle accueille le cercle des nageurs du Val Maubuée qui s'y entraîne ainsi que le club de triathlon de Torcy.
La piscine d'Émery contient un bassin de 25 mètres de longueur pour une largeur de 10 mètres. La profondeur maximum est de 2,10 mètres alors que la profondeur minimum est de 0,90 mètre. Elle a été rénovée en 2006-2007 puis rouverte en septembre 2007.